# WWE Raw
WWE RAW (серед фанатів відомий як WWE Monday Night Raw) — професійна реслінг програма від World Wrestling Entertainment (WWE), яка з 1 січня транслюється на Netflix у США. На цей час RAW є одним з брендів WWE. Окрім нього в WWE входять бренд SmackDown та реслінг-програма NXT.
Шоу офіційно дебютувало в США на каналі USA Network 11 січня 1993 року. У 2000 році показувати шоу став канал TNN, який пізніше став називатися Spike TV. У 2005 році шоу повернулося на USA Network. З моменту свого створення, шоу продовжує транслюватися у понеділок увечері. На цей час RAW є флагманом WWE через свою довгу історію, високі рейтинги та акценти на PPV (англ. pay-per-view). Raw є найдовше існуючим щотижневим телевізійним шоу в історії телебачення.

## Шоу на арені RAW в Україні
З 2008 по 2013 канал QTV демонстрував шоу на арені RAW. Також транслювався реслінг за версіями NXT, Superstars, SmackDown та різні супершоу. До березня 2010 транслювалось також шоу на арені ECW, але показ припинився через закриття шоу.
З 2024 на платформі кіно та телебачення Київстар ТБ з'явився канал WWE, де наживо транслюватимуться найвідоміші світові змагання з реслінгу, зокрема і WrestleMania

## Керівництво
| Керівник  | Посада      | Початок роботи | Кінець роботи | Примітка |
| --------- | ----------- | -------------- | ------------- | -------- |
| Адам Пірс | По сьогодні |                | По сьогодні   |          |

### Коментатори
| Коментатори             |
| ----------------------- |
| Майкл Коул й Пет МакАфі |
| Конферанс'є             |
| Аліша Тейлор            |

## Чемпіони
Після першого поділу на бренди у 2002, деякі титули є ексклюзивними для Raw. На спеціальному випуску Raw 30 серпня 2011, стало відомо, що реслери зі SmackDown можуть з'являтися на Raw і навпаки. Обидві програми стали називатися «супершоу» — перший поділ на бренди завершився.
19 липня 2016 відбувся другий поділ на бренди. Нижче список чемпіонів бренду Raw:
| WWE Raw                                  | WWE Raw                                   | WWE Raw                                               | WWE Raw        | WWE Raw | WWE Raw                  | WWE Raw  |
| Титул                                    | Чинний(і) чемпіон(и)                      | Володіння                                             | Дата           | Днів    | Місце                    | Примітки |
| ---------------------------------------- | ----------------------------------------- | ----------------------------------------------------- | -------------- | ------- | ------------------------ | -------- |
| Чемпіонство світу у важкій вазі          | Гюнтер                                    | 2                                                     | 9 червня 2025  | 1+      | Фінікс, Аризона, США     |          |
| Чемпіонка світу серед жінок              | Ійо Скай                                  | 1                                                     | 3 березня 2025 | 99+     | Баффало, Нью-Йорк, США   |          |
| Інтерконтинентальний чемпіон             | Домінік Містеріо                          | 1                                                     | 20 квітня 2025 | 51+     | Парадайз, Невада, США    |          |
| Інтерконтинентальний чемпіон серед жінок | Беккі Лінч                                | 1                                                     | 7 червня 2025  | 3+      | Інглвуд, Каліфорнія, США |          |
| Командне чемпіонство світу               | Новий День (Кофі Кінгстон та Ксав'є Вудс) | 5 (індивідуально 7-ий для Кінгстона і 5-ий для Вудса) | 19 квітня 2025 | 52+     | Парадайз, Невада, США    |          |

### Міжбрендові чемпіони
| Чемпіонство                       | Діючий чемпіон               | Кількість титулів | Шоу, на якому вигране |
| --------------------------------- | ---------------------------- | ----------------- | --------------------- |
| Командні чемпіони WWE серед жінок | Лів Морган і Ракель Родрігес | 4                 | RAW                   |